# Devia xeromorpha
Devia xeromorpha Goldblatt & J.C.Manning – gatunek roślin należący do monotypowego rodzaju Devia Goldblatt & J.C.Manning z rodziny kosaćcowatych (Iridaceae), występujący endemicznie w zachodnim Karru w Południowej Afryce.
Nazwa naukowa rodzaju została nadana na cześć Miriam Phoebe de Vos, południowoafrykańskiej botaniczki ze Stellenbosch, w uznaniu jej badań rodziny kosaćcowatych w Południowej Afryce.

## Morfologia
PokrójRośliny zielne o wysokości 50–70 cm, tworzące gęste skupiska.
PędNa długości 5–6 międzywęźli tworzy pionowy łańcuch kulistych i spłaszczonych, jasnopomarańczowych bulwocebul o średnicy 2–2,7 cm, pokrytych gęstą włóknistą tuniką, która zachowuje się przez wiele lat, tworząc gęsty kołnierz u nasady łodygi. Łodyga prosta lub z jednym do trzech rozgałęzień, całkowicie osłonięta przez 5–6 łuskowatych liści.
LiścieDwa chrząstkowate katafile, blade lub schnące i brązowiejące, w szczególności powyżej poziomu gruntu, wewnętrzne większe i wyrastające na 2–4 cm powyżej gruntu, tworząc osłony dla liści właściwych, po wyrośnięciu których obumierają. Rośliny tworzą 6 równowąskich liści właściwych, o długości 35–45 cm i szerokości 25 mm, zwężających się stopniowo do ostrego wierzchołka, wąsko owalnych na przekroju z silnie pogrubioną środkową częścią z żyłką główną i z dwoma wąskimi rowkami biegnącymi wzdłuż każdej powierzchni. Liście właściwe usychają w czasie kwitnienia roślin.
KwiatyZebrane w jednostronny kłos złożony z 18–26 kwiatami na głównej osi oraz 5–10 kwiatami na kłosach bocznych. Przysadki parzyste i naprzeciwległe, błoniaste, o długości 2,5–4 mm, prześwitujące na brzegach, z drobnymi brązowymi cętkami w kierunku środka i nasady, zewnętrzne z ostrymi wierzchołkami pokrywają wewnętrzne, o rozwidlonych wierzchołkach. Kwiaty promieniste, matowe, różowe, bezwonne. Listki okwiatu u nasady zrośnięte w wąską lejkowatą rurkę o długości ok. 9 mm, w dolnej części na długości 5–6 mm cylindryczną, prostą lub zagiętą do góry; wyżej wolne, wzniesione, jajowate, o długości ok. 6 mm i szerokości ok. 3,5 mm. Nitki pręcików osadzone u podstawy górnej części rurki, obrócone w kierunku przeciwnym do ruchu wskazówek zegara na szerokość jednego listka okwiatu, ok. 9 mm długości, sięgające do wierzchołka okwiatu. Pylniki naprzeciwległe wewnętrznym listkom, pękające podłużnie, żółte, równowąskie, o długości ok. 4 mm. Zalążnia jajowata, o długości ok, 1,8 mm. Szyjka słupka o długości ok. 16 mm, sięgająca mniej więcej do połowy pylnika, wierzchołkowo rozwidlona na trzy dwudzielne rozgałęzienia o długości ok. 0,5 mm.
OwoceKulisto-trójkątne torebki o wymiarach 5–6 × 6–8 mm, chrząstkowate, twardniejące po wyschnięciu, w kolorze bladosłomkowym, lekko brodawkowate w kierunku wierzchołka, zawierające do dwóch ciemnobrązowych, 2-3-kątnych nasion w każdej komorze.

## Biologia i ekologia
RozwójWieloletnie geofity. Liście wyrastają w marcu i rosną przez całą zimę i wiosnę, po czym zaczynają schnąć w listopadzie i obumierają wraz z początkiem kwitnienia, które trwa od grudnia do stycznia. Rośliny są prawdopodobnie zapylane przez bujankowate.
SiedliskoRośliny zasiedlają zbocza gór Roggeveldberge, na wysokości 1100–1300 m n.p.m.
GenetykaKomórki tych roślin posiadają 20 chromosomów (2n = 20).

## Systematyka
Gatunek należy do monotypowego rodzaju Devia, zaliczanego do plemienia Freesieae, z podrodziny Crocoideae w rodzinie kosaćcowatych (Iridaceae).